# Janthinobacterium lividum
Janthinobacterium lividum é uma bactéria aeróbica, Gram-negativa, encontrada no solo, que apresenta uma coloração violeta-escura característica (quase preta) devido à produção de um composto chamado violaceína, sintetizado quando o glicerol é metabolizado como fonte de carbono.
A violaceína possui propriedades antibacterianas, antivirais e antifúngicas. Suas propriedades antifúngicas são de particular interesse, uma vez que J. lividum é encontrada na pele de certos anfíbios, incluindo a salamandra-de-dorso-vermelho (Plethodon cinereus), onde atua na prevenção da infecção pelo fungo quitrídio (Batrachochytrium dendrobatidis), um agente patogênico devastador.

## Etimologia
O nome do gênero Janthinobacterium deriva do latim janthinus, que significa "violeta" ou "azul-violeta", combinado com bacterium, que significa "bastão" ou "cajado". O nome da espécie, lividum, também tem origem no latim e significa "de cor azul" ou "cor de chumbo".

## Propriedades antifúngicas
Esta bactéria produz compostos antifúngicos, como o indol-3-carboxaldeído e a violaceína.

## Resistência aB. dendrobatidis
J. lividum inibe tanto o crescimento quanto os efeitos tóxicos do fungo do gênero Batrachochytrium. Esse fungo causa a doença conhecida como quitridiomicose em anfíbios, que ten contribuído significativamente para o declínio global dessas espécies. Por isso, o potencial uso de bactérias como J. lividium tem despertado grande interesse científico.
Um estudo conduzido em 2009 investigou os efeitos do Batrachochytrium dendrobatidis (Bd) e o uso de J. lividium em laboratório para melhorar a taxa de sobrevivência. Os três grupos experimentais incluíram: sapos infectados apenas com Bd, sapos tratados apenas com J. lividium, e sapos tratados com J. lividium antes de serem expostos ao Bd. Quase todos os sapos expostos somente ao Bd morreram, enquanto nenhum dos animais nos demais grupos apresentou mortalidade. Os resultados demonstraram o potencial uso  de J. lividium como método de prevenção da infecção por Bd em ambiente controlado.

## Tingimento têxtil
O pigmento produzido por J. lividum também tem sido utilizado usado na coloração de tecidos. Por ser biodegradável, ele representa uma alternativa mais sustentável aos corantes têxteis sintéticos, que frequentemente contêm substâncias químicas tóxicas e metais pesados.